# Gustaf Retzius
Magnus Gustaf Retzius (ur. 17 października 1842 w Sztokholmie, zm. 21 lipca 1919) – szwedzki lekarz i anatom, pamiętany za prace poświęcone histologii narządów zmysłów i układu nerwowego.
Urodził się w Sztokholmie, jako syn anatoma Andersa Retziusa i wnuk przyrodnika i chemika Andersa Jahana Retziusa. Studiował na uniwersytecie w Uppsali od 1860 i gdzie w 1866 otrzymał tytuł medicine kandidat, następnie przeniósł się do Instytutu Karolinska, gdzie otrzymał medicine licentiat w 1869; w 1871 doktoryzował się na uniwersytecie w Lund. Tytuł profesora nadzwyczajnego histologii otrzymał od Instytutu Karolinska w 1877 roku, profesora zwyczajnego anatomii w 1889 (katedrę miał od 1888), ale zrezygnował w 1890 po konflikcie z innymi członkami instytutu. Ponieważ dzięki małżeństwu miał dobrą sytuację finansową, kontynuował badania poza akademią.
Gustaf Retzius opublikował ponad 300 prac naukowych dotyczących anatomii, embriologii, eugeniki, kraniometrii, zoologii i botaniki. Opisane przez niego komórki w ośrodkowym układzie nerwowym pijawek lekarskich określa się dziś jako komórki Retziusa. Był także dziennikarzem i redaktorem gazety Aftonbladet (1884–1887). Retzius był żonaty z Anną Hierta, córką założyciela Aftonbladet, Larsa Johana Hierty.
Gustaf Retzius miał liberalne poglądy polityczne i działał społecznie. Wspólnie z żoną założył fundację Hierty-Retziusa, którą obecnie zarządza Królewska Szwedzka Akademia Nauk. Fundacja ustanowiła dwa fundusze: jeden na rzecz wspierania badań biologicznych i drugi, mający na cel wspieranie projektów o istotnym charakterze naukowym lub społecznym. Gustaf Retzius w 1901 roku został członkiem Szwedzkiej Akademii. W 1911 otrzymał Pour le Mérite za Naukę i Sztukę.